# 自由民主党地方行政調査会
自由民主党地方行政調査会（じゆうみんしゅとうちほうぎょうせいちょうさかい）は自由民主党内に設置された調査会の一つ。

## 概要
自治大臣経験者の間では、「自由民主党に地方行政部会があるだけでは弱い、地方自治関係の調査会がほしい」といった声が上がっており、1982年1月に政務調査会（政調）内に地方行政部会とは別で設置された。
一度は廃止されたが、人口減少を見据えた自治体の課題や住民サービスを維持する方策を検討するため、約10年ぶりに再び設置された。

### 調査会長
- 佐藤信秋